# Quattro Fontane
Les Quattro Fontane (les Quatre Fontaines) sont un ensemble de quatre fontaines de la fin de la Renaissance situées à l'intersection de la Via delle Quattro Fontane et de la Via del Quirinale à Rome. Elles ont été commandées par le pape Sixte V et construites sous la direction de Muzio Mattei, et installées entre 1588 et 1593.

## Conception
On dit que la figure d'une fontaine représente le Tibre, devant un chêne ; une louve, symbole de Rome, fut ajoutée ultérieurement. Une deuxième fontaine représente le fleuve Arno. Les deux autres fontaines présentent des figures féminines censées représenter la déesse Diane, symbole de la Chasteté, et la déesse Junon, symbole de la Force, mais il est possible qu'elles représentent également des rivières. Les fontaines de l'Arno, du Tibre et de Junon sont l'œuvre de Domenico Fontana. La fontaine de Diane a été conçue par le peintre et architecte Pierre de Cortone.

## Histoire
L'église baroque Saint-Charles-aux-Quatre-Fontaines, œuvre de Francesco Borromini, se trouve à proximité des fontaines et tire son nom de celles-ci. Jusqu'en 1964, la Via Quattro Fontane abritait le Collège pontifical écossais.

## Galerie

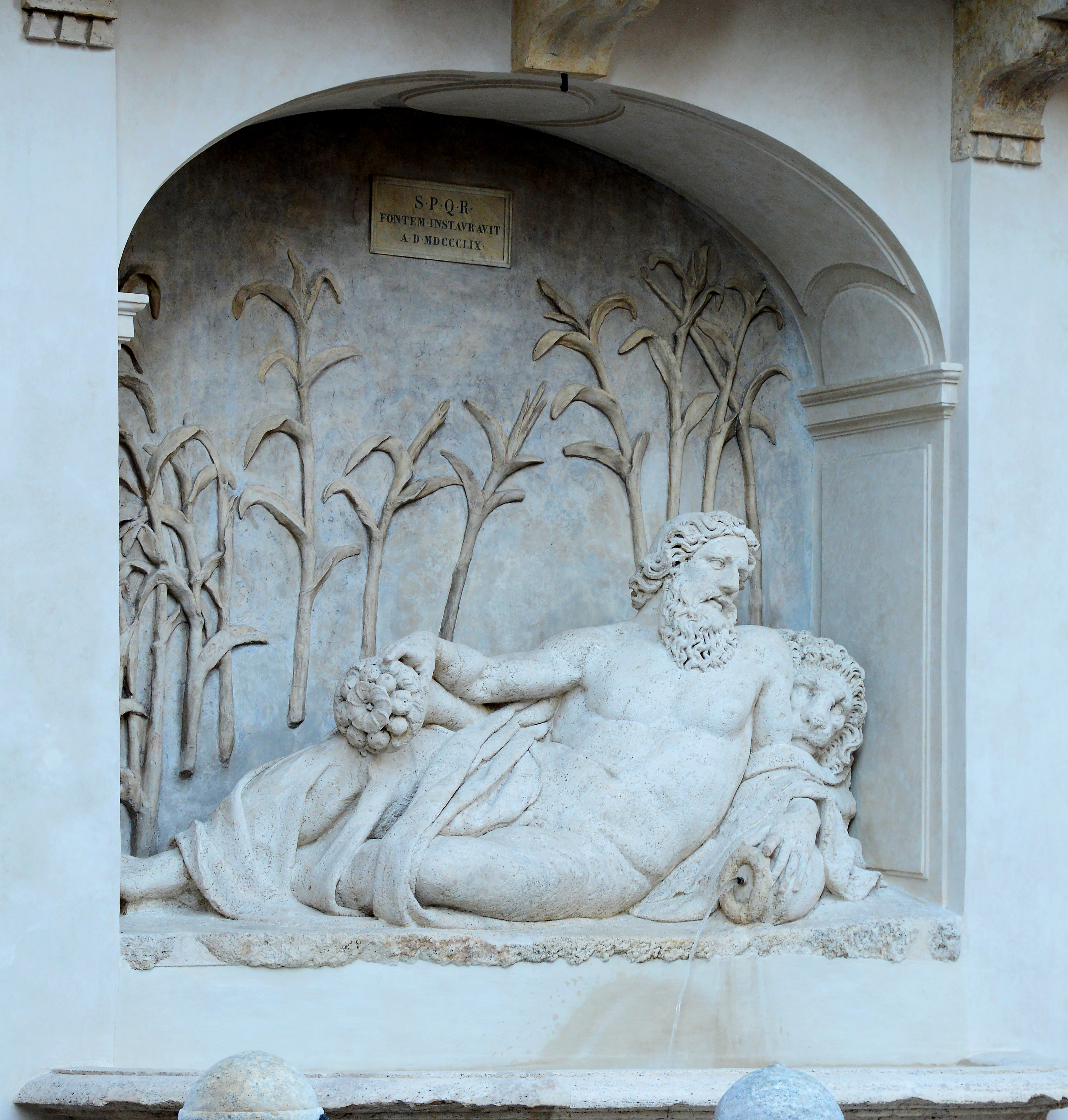
La rivière Aniene.
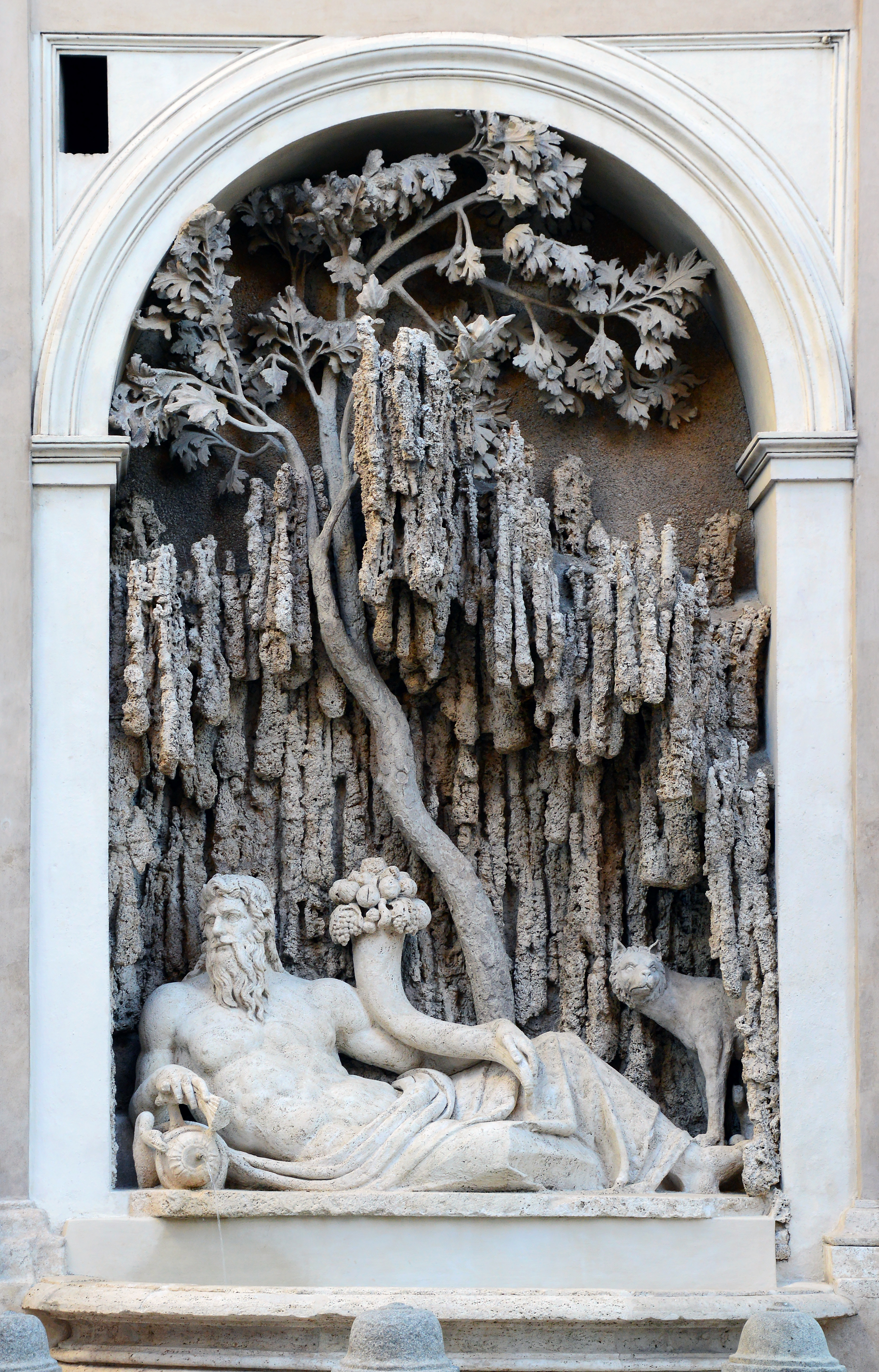
Le Tibre.
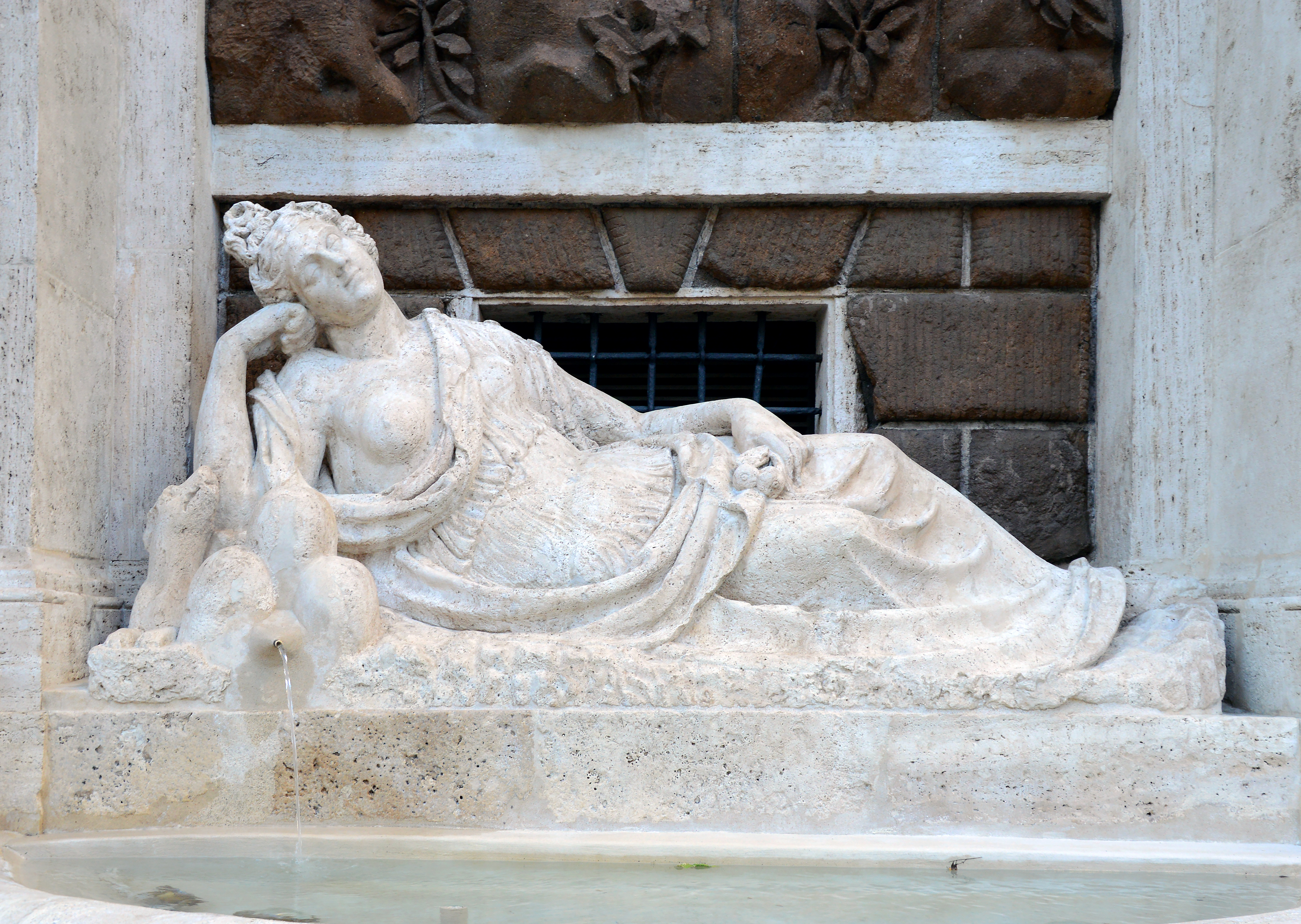
La déesse Diane.
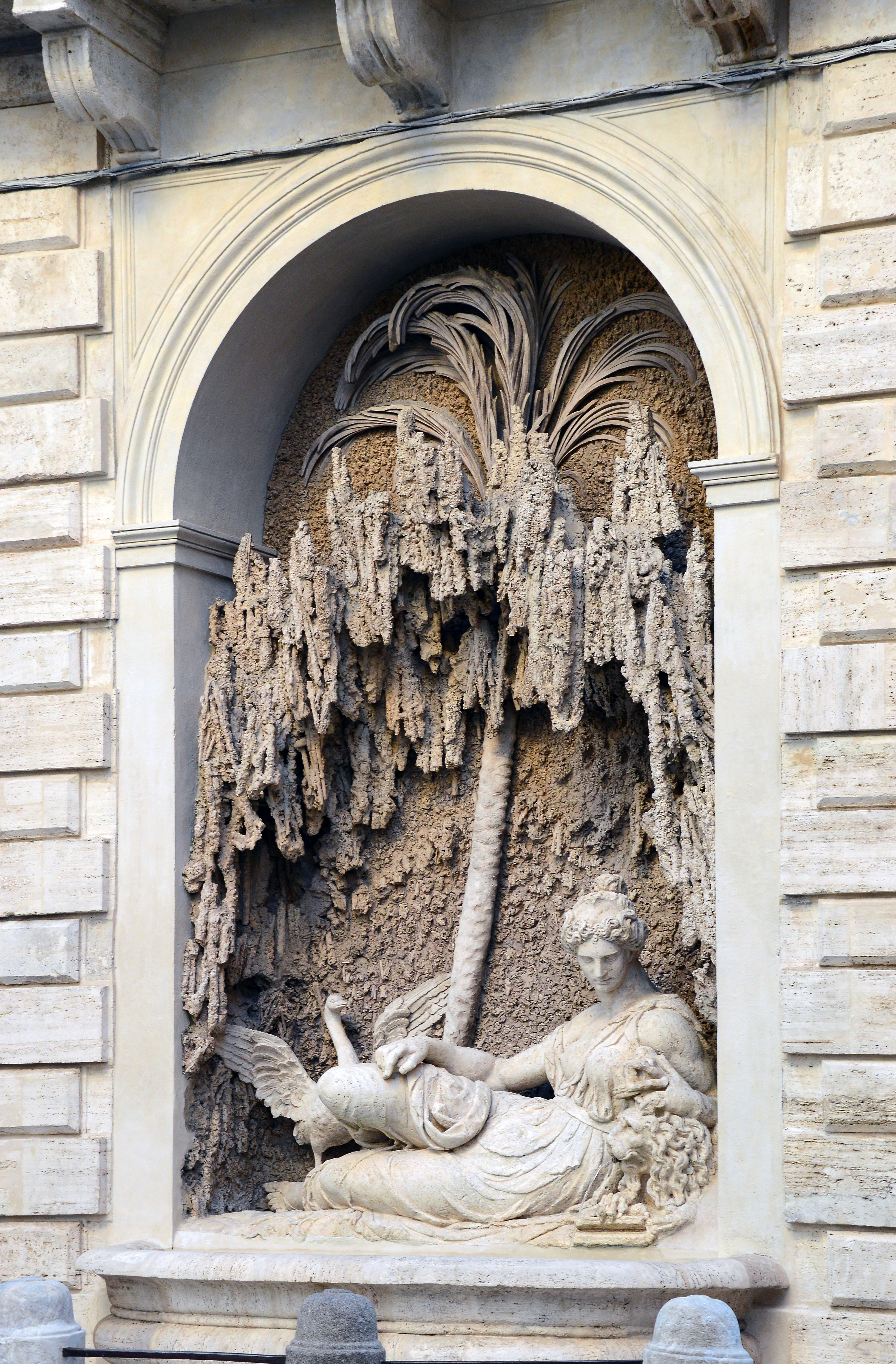
La déesse Junon.